# سلیم شنی بزرگ
سلیم شنی بزرگ (نام علمی: Charadrius leschenaultii) نام یک گونه از سرده سلیم‌های طوق‌دار است. اندازه آن ۲۲ سانتی‌متر طول دارد؛ سطح پشتی این پرنده به رنگ قهوه‌ای مایل به خاکستری و سطح شکمی آن سفید است. منقاری ضخیم و سیاه شبیه منقار پرستوی دریایی دارد و پاهای آن زیتونی پررنگ است. پرنده نر در فصل زادوولد دارای طوق سینه‌ای پهن و بلوطی رنگ، پوشپرهای گوش سیاه و یک نوار سیاه باریک در پهنای پیشانی است، پیش تارک و پس گردنش دارچینی کمرنگ است و طوق گردنی سفید را ندارد.
در پرنده ماده طوق سینه‌ای کمرنگ‌تر می‌باشد و حد نامشخصی دارد و به‌جای قسمت‌های سیاه سرش، رنگ خاکستری دیده می‌شود. در زمستان نر و ماده شبیه یکدیگرند جز اینکه در نر اثر مختصری از رنگ سیاه روی سر باقی می‌ماند و ابروی سفید پهن آن مشخص کننده است. در پرنده نابالغ طرح پشتی حاشیه کمرنگ دارد و پرهای سینه حاشیه بلوطی.

## زیستگاه
بیشتر در سواحل ماسه‌ای و گلی دیده می‌شود.

## پراکندگی
سلیم شنی پرنده‌ای است که زمستان‌ها در سواحل جنوبی ایران فراوان است و نیز به صورت مهاجر عبوری در همه‌جای ایران دیده می‌شود، زاد و ولد این پرنده از شمال شرق خراسان گزارش شده است.
نکته جالب توجه در مورد این پرنده این است که تخم‌های این پرنده کاملاً شبیه سنگ هستند و در میان سنگ‌های ساحل گم می‌شوند و این خود شیوه‌ای برای در امان نگهداشتن تخم‌هایشان است.

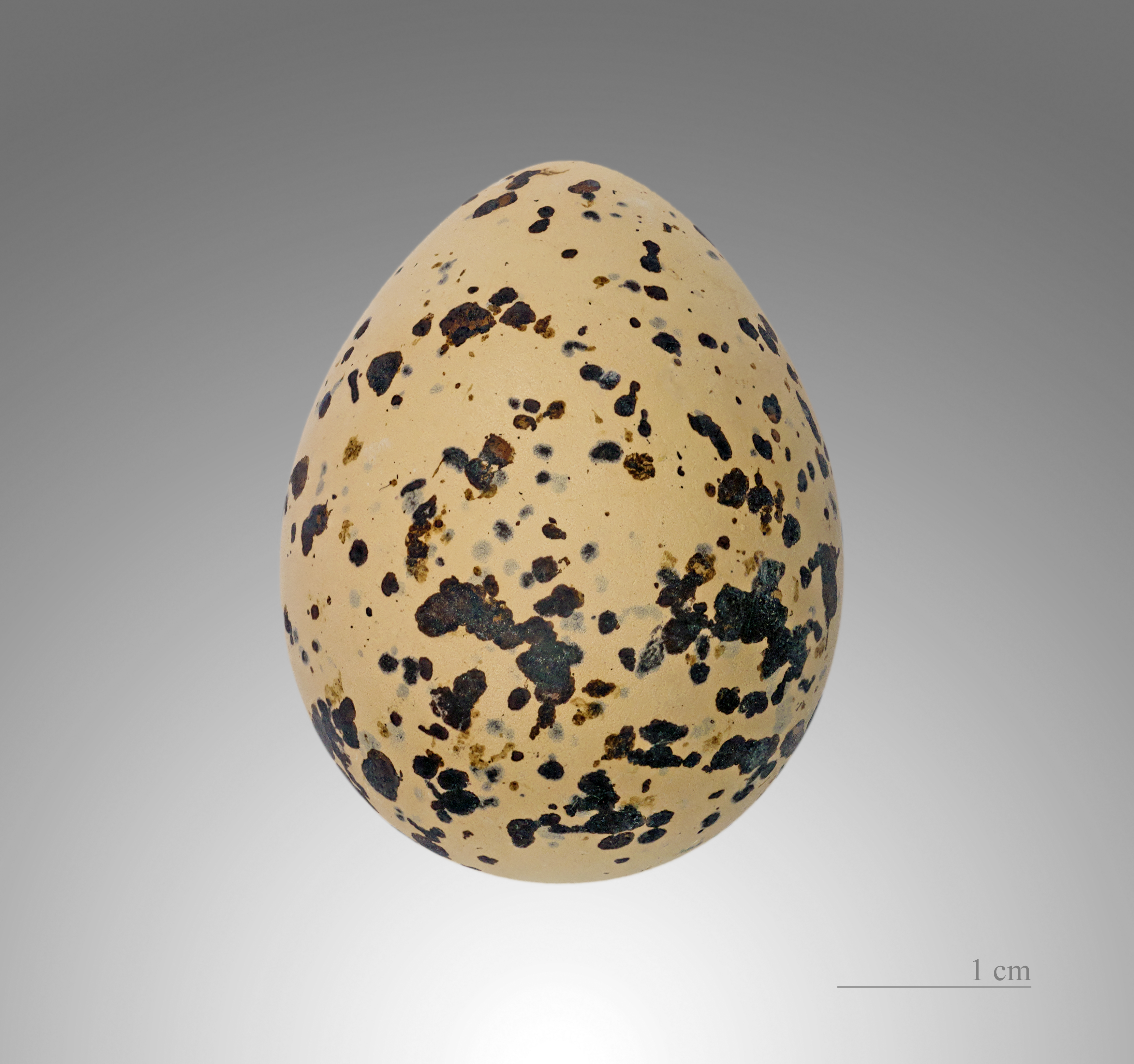
Charadrius leschenaultii